# Adam and Steve
Pour plus de détails, voir Fiche technique et Distribution.
Adam and Steve est un film américain réalisé par Craig Chester, sorti en 2005.

## Synopsis
La vie de deux couples newyorkais, l'un hétérosexuel et l'autre homosexuel.

## Fiche technique
- Titre : Adam and Steve
- Réalisation : Craig Chester
- Scénario : Craig Chester
- Musique : Roddy Bottum
- Photographie : Carl Bartels et Brian Pryzpek
- Montage : Phyllis Housen
- Production : George Bendele et Kirkland Tibbels
- Société de production : Funny Boy Films
- Société de distribution : TLA Releasing (États-Unis)
- Pays :  États-Unis
- Genre : Comédie dramatique, film musical et romance
- Durée : 99 minutes
- Dates de sortie : 
  -  États-Unis : 24 avril 2005 (festival du film de Tribeca), 31 mars 2006

## Distribution
- Malcolm Gets : Steve Hicks
- Cary Curran : Cary / Cherry Dazzle
- Craig Chester : Adam Bernstein
- Parker Posey : Rhonda
- Noah Segan : Twink
- Sally Kirkland : Mary
- Julie Hagerty : Sherry
- Jackie Beat : elle-même
- Mario Diaz : Orlando
- Lisa Frederickson : Fiona
- Michael Panes : Lou
- Chris Kattan : Michael

## Accueil
Le film a reçu un accueil mitigé de la critique. Il obtient un score moyen de 48 % sur Metacritic.